# Die Weltwoche
Die Weltwoche – szwajcarski tygodnik z siedzibą w Zurychu. Właścicielem nie jest koncern, tylko jedna osoba Roger Köppel. Pisali dla niego socjaldemokrata Peter Bodenmann oraz Christoph Mörgeli, poseł SVP. Ma charakter konserwatywny i neoliberalny. Sprzyja prawicowej SVP. Jest często proamerykański i proizraelski, antyimigrancki. W jednym z artykułów zasugerowano zakazanie islamu w Szwajcarii z uwagi na jego rzekomą niezgodność z konstytucją tego kraju. Kwestionowano także globalne ocieplenie klimatu.